# Egidio Romano
Egidio Romano, también conocido como Gil de Roma, Egidio de Roma o Egidio Colonna (en latín: Ægidius Romanus; 1243-22 de diciembre de 1316), fue un escritor, filósofo y teólogo eremita agustino, considerado como el fundador de la primitiva escuela agustiniana. Fue arzobispo de Bourges.
Egidio Romano, alumno de Tomás de Aquino, fue el primer agustino en ingresar al claustro de la Universidad de París. Tuvo parte activa en la política eclesiástica de su época.

## Pensamiento político
Nacido en Roma, se dice que en 1243, ingresó en los Ermitaños de San Agustín hacia 1260; fue discípulo de Tomás de Aquino entre 1268 y 1272 en París. Se enfrentó al obispo Esteban Tempier, autor de las condenas de 1270 y de 1277, por lo que algunas tesis suyas fueron también censuradas en 1277. Luego, regresó a Italia, y ocupó diversos cargos de su orden; aceptó retractarse en 1285, y regresó a París. Fue profesor de teología hasta 1292, cuando fue nombrado prior general de su orden. Bonifacio VIII lo nombró arzobispo de Bourges en 1295 (el cargo lo tuvo hasta su muerte en 1316.
Fue autor de numerosas obras, entre las que destacan su De regimine principum, escrito para el rey Felipe el Hermoso de Francia, uno de los libros más leídos y comentados posteriormente, y el De ecclesiastica potestate, en el que defiende los derechos del Papa y de la Iglesia frente al poder temporal. 
Egidio Romano, además de desarrollar una teología, reflexionó sobre la monarquía a partir de los textos de Aristóteles, especialmente la obra Política. En su obra De regimine principum (1292) –dedicada a Felipe el Hermoso– reflexiona en el carácter natural de la sociabilidad humana hasta llegar a la organización política más compleja. Más que proponer un origen de la sociedad, describe las formas en que esto podría realizarse (desarrollo de comunidades más pequeñas, consenso de los habitantes de un determinado lugar, acción de un tirano). Defiende a la monarquía como el mejor sistema y, desviándose del pensamiento aristotélico, sostiene que el rey ni siquiera está obligado a cumplir la ley positiva. 
Más adelante, y en pleno conflicto del rey de Francia con el papa Bonifacio VIII, publica De ecclesiastica potestate donde reflexiona no ya a partir de una base aristotélica sino más bien agustiniana cambiando «civitas» por «regnum» y desarrollando una eclesiología nueva de base monárquica pero aplicado a la Iglesia y sobre todo al Papa, a quien todos han de someterse: "nulli sunt sub Christo rectore, nisi sint sub summo pontifice".

## Sucesión
| Predecesor: Clemens de Osimo | Prior general de la Orden de San Agustín 1292-1295 | Sucesor: Simon de Pistoia |

## Obras

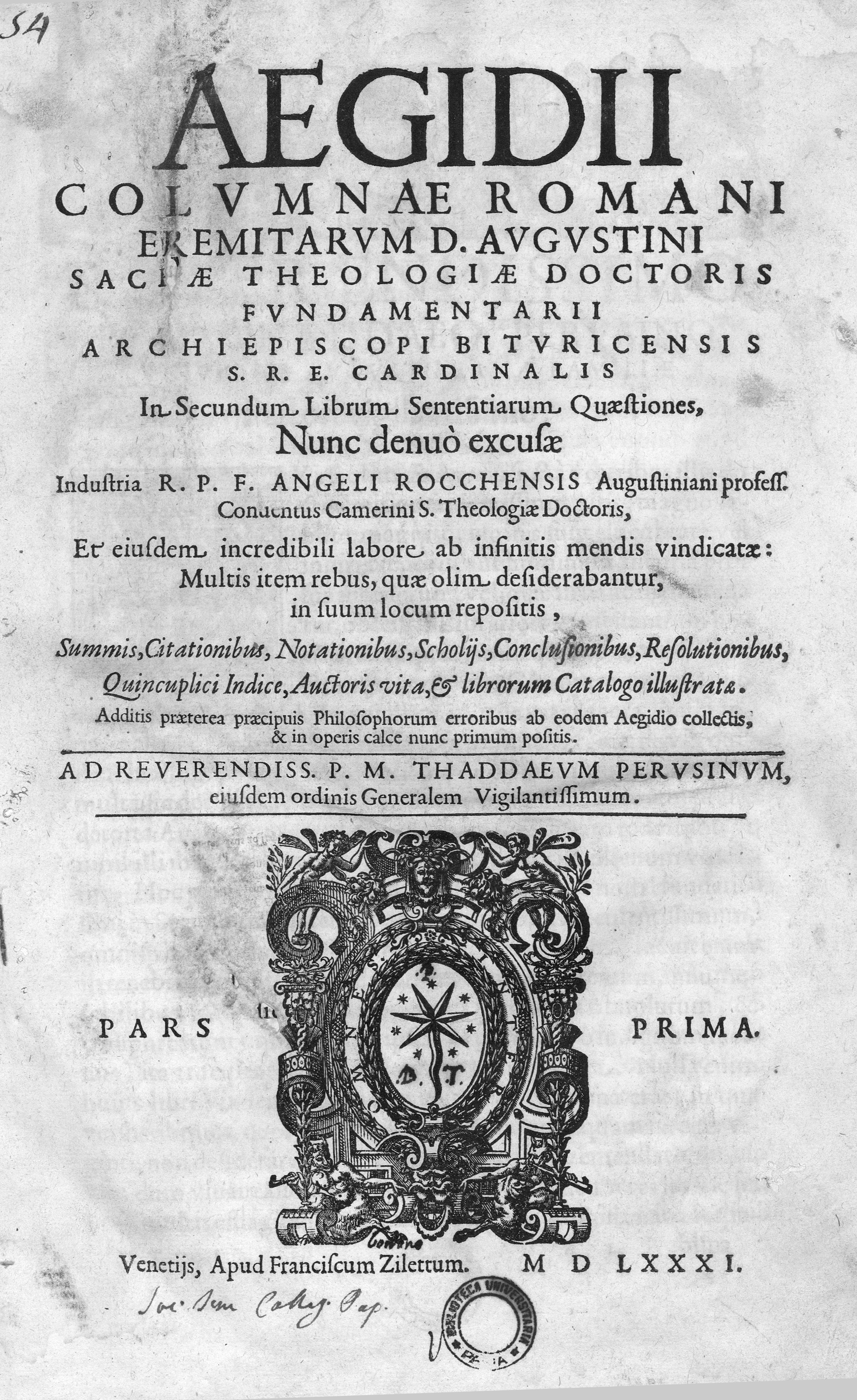
In secundum librum sententiarum quaestiones, 1581

Tras el obligado comentario al Liber de causis y a las sentencias de Pedro Lombardo (trabajos exigidos por las universidades para conceder los títulos correspondientes), escribió:
- Theoremata de corpore Christi (antes de 1277)
- De gradibus formarum (1277-1278)
- Theoremata de esse et essentia (1278-1280)
- Quaestiones disputatae de esse et essentia (1285-1286)
- De erroribus philosophorum. Tr. de R. Ramón Guerrero: Los errores de los filósofos, Trotta, 2012, ISBN 978-84-9879-362-8
- De regimine principum (1292)
- De ecclesiastica sive summi pontificis potestate (1301)

Muy citado en el Renacimiento es Los errores de los filósofos, aunque se discute su autoría. Egidio Romano establece qué opiniones de diversos filósofos -Aristóteles, Averroes, Avicena, Algazel, Alkindi y Maimónides- se oponen a la verdad cristiana. Realiza una compilación de las desviaciones que, a su juicio, tienen que ver con las doctrinas denunciadas en la condena de 1270 efectuada por el obispo Esteban Tempier, y las resume.